# Bymarka

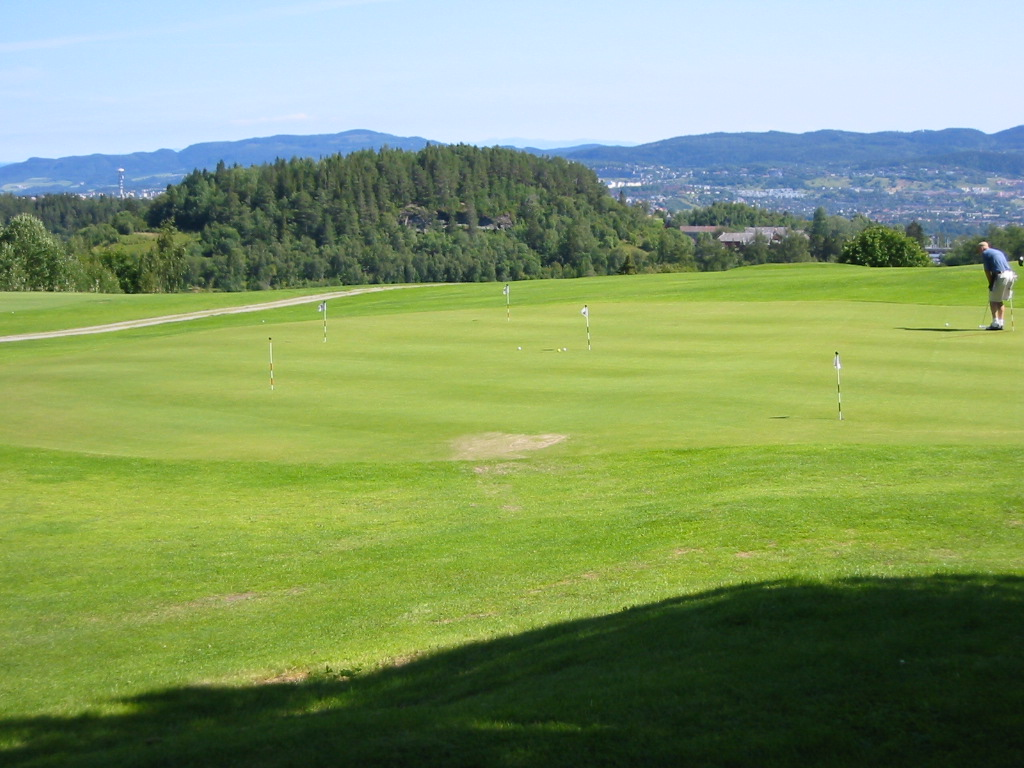
Le terrain de golf de Bymarka.

Bymarka est une zone naturelle de la ville de Trondheim en Norvège, située à l'ouest du centre de la ville. La zone couvre environ 80 km2. Zone de loisirs, elle compte plus de 200 km de sentiers pédestres. Elle est notamment utilisée pour le ski de fond en hiver et comporte également un parcours de golf en bordure de la ville. Elle borde le quartier de Byåsen.